# Murdannia hookeri
Murdannia hookeri är en himmelsblomsväxtart som först beskrevs av Charles Baron Clarke, och fick sitt nu gällande namn av Gerhard Brückner. Murdannia hookeri ingår i släktet Murdannia och familjen himmelsblomsväxter. Inga underarter finns listade.